# Campotenes beryllodes
Campotenes beryllodes är en fjärilsart som beskrevs av Diakonoff 1954. Campotenes beryllodes ingår i släktet Campotenes och familjen vecklare. Inga underarter finns listade i Catalogue of Life.